# Maciej Bajer
Maciej Bajer (ur. ok. 1730, zm. po 1800 w Krakowie) – kupiec, rajca miejski, prezydent Krakowa, sekretarz królewski Stanisława Augusta Poniatowskiego.
W latach 1753–1764 pełnił funkcję ławnika. W latach 1764–1791 był członkiem rady miejskiej. W 1768 przystąpił do konfederacji barskiej. W sierpniu 1788 roku był delegatem miasta na sejmik proszowicki. Kiedy margrabia Franciszek Wielopolski został jednogłośnie przez magistrat wybrany prezydentem miasta w 1792, rada miasta, na czele której stał Maciej Bajer przekazała mu władzę nad miastem.
12 września 1792 roku, po zwycięstwie Targowicy, przywrócono dawne ratusze sprzed Konstytucji majowej. Funkcję prezydenta objął Maciej Bajer. Na stanowisku tym pozostał do 5 marca 1794. Pozbawiony został tej funkcji  w czasie insurekcji kościuszkowskiej.
15 czerwca 1794, Bajer podpisał wraz z Michałem Wohlmanem kapitulację Krakowa wobec wojsk pruskich, ponownie zostając prezydentem  Krakowa. Tym razem pełnił tę funkcję do 31 października 1798. Po złożeniu urzędu po 4-letniej kadencji zgodnie z konstytucją sejmu grodzieńskiego z 1793, w myśl której urzędnicy wybierani byli co 4 lata pozostał w radzie miejskiej do 1800, pełniąc w niej funkcję skarbnika.